# Liste nicaraguanischer Botschafter in Polen

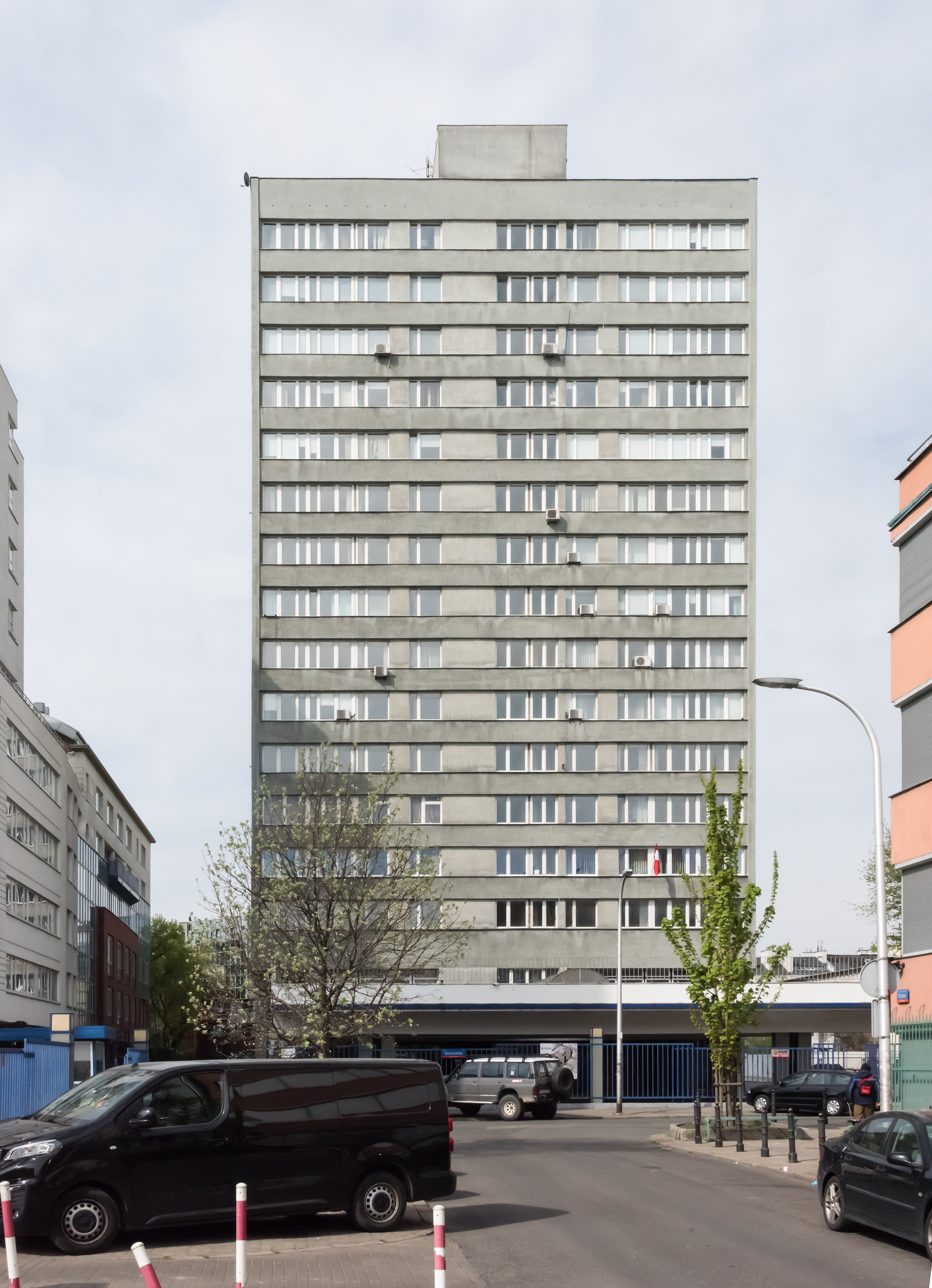
Die Botschaft befand sich in der Ulica Starościńska 1 in Warschau.
Seit 6. Juli 1999 residiert der nicaraguanische Botschafter in Polen in Berlin.

| Agrément/Ernennung/Akkreditierung (Diplomatie) | Botschafter                    | Bemerkungen                        | ernannt von                 | akkreditiert bei       | Posten verlassen |
| ---------------------------------------------- | ------------------------------ | ---------------------------------- | --------------------------- | ---------------------- | ---------------- |
| 12. Nov. 1981                                  | Jacinto Suárez Espinoza        | Sitz in Moskau (* 1945 in Managua) | Francisco Urcuyo Maliaños   | Henryk Jabłoński       |                  |
| 1. Sep. 1985                                   | Arnulfo Urrutia Mairena        | Geschäftsträger                    | Daniel Ortega Saavedra      | Wojciech Jaruzelski    |                  |
| 3. Dez. 1986                                   | Fanor Antonio Herrera Pérez    |                                    | Daniel Ortega               | Wojciech Jaruzelski    |                  |
| 26. Juni 1991                                  | Humberto Carrión McDonough     | (* 22. Februar 1952 in Managua)    | Violeta Barrios de Chamorro | Lech Wałęsa            |                  |
| 10. März 1993                                  | Xiavier Arguello Hurtado       |                                    | Violeta Barrios de Chamorro | Lech Wałęsa            |                  |
| 15. März 1997                                  | Alberto Jose Altamirano-Lacayo | Geschäftsträger                    | Arnoldo Alemán              | Aleksander Kwaśniewski |                  |
| 31. Mai 1997                                   | Suyapa Indiana Padilla Tercero | Geschäftsträger                    | Arnoldo Alemán              | Aleksander Kwaśniewski |                  |
| 19. Aug. 1999                                  | Alberto Jose Altamirano-Lacayo | Geschäftsträger                    | Arnoldo Alemán              | Aleksander Kwaśniewski |                  |
| 6. Juli 2005                                   | Alberto Jose Altamirano-Lacayo |                                    | Enrique Bolaños Geyer       | Aleksander Kwaśniewski |                  |
| 10. Jan. 2007                                  | Alvaro Montenegro Mallona      |                                    | Daniel Ortega Saavedra      | Lech Kaczyński         |                  |